# ناو پهپادبر
ناو پهپادبر، کشتی سرنشین‌دار یا بی‌سرنشین مجهز به عرشه پرواز است که پهپادها (هواگردهای بی‌سرنشین) می‌توانند از آن بلند شوند و فرود بیایند. این ناو می‌تواند غیرنظامی یا نظامی باشد. علاوه بر ناوهای حامل برای هواگرد، موارد دیگر ناو حامل نیز وجود دارد (به عنوان مثال برای شهپاد؛ کشتی یا زیردریایی بی‌سرنشین).
به‌عنوان یک کشتی جنگی، چنین ناوی بدون نیاز به ناوهای هواپیمابر بزرگ و گران قادر به حمل و تأمین پهپادهای نظامی است. به‌عنوان مثال، در بریتانیا، یوایکس‌وی کمبتنت برای حمل پهپاد رزمی به نیروی دریایی بریتانیا پیشنهاد شده است.

## تاریخچه

### چین
در ۱۸ مه ۲۰۲۲، اولین ناو پهپادبر بی‌سرنشین به نام جوهای یون (به‌چینی: 珠海云 به‌معنی: "ابر جوهای") در گوانگ‌ژو، استان گوانگ‌دونگ، چین آب‌اندازی شد که هدف آن پیشرفت تحقیقات و اقتصاد دریایی بود.

### ترکیه
در فوریه ۲۰۲۱، اسماعیل دمیر، رئیس آژانس صنایع دفاعی ترکیه، توسعهٔ نوع جدیدی از پهپاد توسط بایکار را برای استقرار در اولین کشتی تهاجم آبی‌خاکی ترکیه، تی‌سی‌جی آنادلو، اعلام کرد. پهپاد جدید، بیرقدار تی‌بی۳، یک نسخهٔ ناونشین از بیرقدار تی‌بی۲ است که مجهز به موتور بومی شرکت توساش است. طبق برنامه‌ریزی‌های اولیه، قرار بود این ناو به جنگنده‌های اف-۳۵بی مجهز شود، اما پس از حذف ترکیه از برنامه خرید اف-۳۵، این ناو در فرایندی اصلاح شد تا بتواند پهپادها را در خود جای دهد. آقای دمیر گفته است که بین ۳۰ تا ۵۰ پهپاد بال تاشو بیرقدار تی‌بی۳ می‌توانند از عرشه آنادولو برخیزند و فرود بیایند. همچنین شرکت بایکار پهپاد ناونشین دیگری به‌نام قزل‌الما را توسعه می‌دهد.

### ایران
ایران نیز با تغییر کاربری یک کشتی کانتینری، یک ناو پهپادبر به‌نام ناو شهید باقری با سکوی پروازی ۱۸۰ متری ساخته که در ۱۸ بهمن سال ۱۴۰۳ رونمایی شد. گزارش شده است که چندین نوع پهپاد و بالگرد می‌توانند از این ناو برخاسته و بر آن فرود آیند. این ناو قابلیت حمل ۶۰ فروند پهپاد را دارد. ناو شهید باقری چندین موشک ضدکشتی و ضدهوایی برای حفاظت حمل خواهد کرد. این ناو همچنین می‌تواند ۳۰ فروند قایق تندرو موشک‌انداز از کلاس عاشورا را در خود حمل کند.

### پرتغال
نیروی دریایی پرتغال در قراردادی با گروه دامن، شناوری چندمنظوره برای عملیات پهپادها، شهپادها و بالگردها سفارش داده است و انتظار دارد تا آن را نیمه دوم سال ۲۰۲۶ تحویل بگیرد.

## کشتی مادر پهپادبَر
در مارس ۲۰۱۳، دارپا تلاش‌هایی را برای توسعه ناوگانی از کشتی‌های کوچک با قابلیت پرتاب و بازیابی پهپادهای رزمی بدون نیاز به ناوهای هواپیمابر بزرگ و گران‌قیمت آغاز کرد. در نوامبر ۲۰۱۴، وزارت دفاع آمریکا فراخوانی طرح کرد که چگونه می‌توان ناو هواپیمابر هوابردی توسعه داد که بتواند پهپادها را با استفاده از هواپیماهای نظامی موجود مانند بی-۱بی، بی-۵۲ یا سی-۱۳۰ پرتاب و بازیابی کند.
در انگلستان یوایکس‌وی کمبتنت که یک کشتی ویژهٔ پهپادهای رزمی است، به نیروی دریایی سلطنتی پیشنهاد شده است. کره جنوبی و چین نیز مطالعه و توسعهٔ ناوها و هواپیماهای پهپادبر را آغاز کرده‌اند.